# کوین شکان
کوین شکان (زاده ۷ فوریه ۱۹۵۸) بازیگر، صداپیشه و تهیه‌کننده آمریکایی است که به خاطر صدایش بر روی شخصیت‌های بازی‌های ویدئویی و انیمیشن‌ها شناخته شده‌است. معروف‌ترین صداپیشگی او مربوط به مجموعه تلویزیونی تیمون و پومبا است. همچنین همکاری‌های گسترده دیگری هم با دیزنی داشته‌است.